# Otter Lake, Québec
Otter Lake är en kommun i provinsen Québec i Kanada. Den ligger i regionen Outaouais, i den sydöstra delen av landet, 80 km nordväst om huvudstaden Ottawa.
Kommunen är officiellt tvåspråkig (franska och engelska), med 60 % engelsktalande och 42 % fransktalande (modersmålstalare) vid folkräkningen 2021.